# Garptjärnen
Garptjärnen är en sjö i Skinnskattebergs kommun i Västmanland och ingår i Norrströms huvudavrinningsområde. Sjön har en area på 0,0877 kvadratkilometer och ligger 192,2 meter över havet.

## Delavrinningsområde
Garptjärnen ingår i det delavrinningsområde (663686-148065) som SMHI kallar för Inloppet i Lien. Medelhöjden är 241 meter över havet och ytan är 35,96 kvadratkilometer. Det finns inga avrinningsområden uppströms utan avrinningsområdet är högsta punkten. Forsån som avvattnar avrinningsområdet har biflödesordning 4, vilket innebär att vattnet flödar genom totalt 4 vattendrag innan det når havet efter 237 kilometer. Avrinningsområdet består mestadels av skog (85 procent). Avrinningsområdet har 1,73 kvadratkilometer vattenytor vilket ger det en sjöprocent på 4,8 procent. Bebyggelsen i området täcker en yta av 0,19 kvadratkilometer eller 1 procent av avrinningsområdet.